# Socialistes unis
Socialistes unis, anciennement Les Socialistes (I Socialisti en italien) était un mouvement politique italien issu du Nouveau PSI créé en 2006 par Bobo Craxi. Le nouveau parti entend rassembler les socialistes issus de la majorité berlusconiste désireux de se rapprocher de la coalition de centre-gauche L'Union.
En 2008, les Socialistes fusionnent avec plusieurs petits groupements de la diaspora socialiste pour donner naissance au Parti socialiste.
Immédiatement après les élections, le parti a été reconstitué et est appelé Socialistes unis. En 2011, le parti se dissout dans le nouveau parti Réformistes italiens. Lors des élections générales italiennes de 2013, les Réformistes italiens de Stefania Craxi obtiennent un résultat électoral peu significatif, malgré son alliance avec Le Peuple de la liberté.